# Campeonato Africano de Atletismo de 2018 - Salto com vara masculino
A prova do salto com vara masculino do Campeonato Africano de Atletismo de 2018 foi disputada no dia 4 de agosto, no Estádio Stephen Keshi, em Asaba, na Nigéria.

## Recordes
Antes desta competição, os recordes mundiais e do campeonato nesta prova eram os seguintes:
|                       | Nome              | Nacionalidade | Altura  | Local      | Data                   |
| --------------------- | ----------------- | ------------- | ------- | ---------- | ---------------------- |
| Recorde mundial       | Renaud Lavillenie | França        | 6m 16cm | Donetsk    | 5 de fevereiro de 2014 |
| Recorde do campeonato | Cheyne Rahme      | África do Sul | 5m 41cm | Marraquexe | 13 de agosto de 2014   |
| Recorde africano      | Okkert Brits      | África do Sul | 6m 03cm | Colônia    | 18 de agosto de 1995   |

## Medalhistas
| Ouro                         | Prata               | Bronze              |
| Mohamed Amine Romdhana (TUN) | Valco van Wyk (RSA) | Mejdi Chehata (TUN) |

## Cronograma
Todos os horários são locais (UTC+1).
| Data        | Hora  | Evento |
| ----------- | ----- | ------ |
| 4 de agosto | 16:40 | Final  |

## Resultado final
| Posição           | Atleta                 | Nacionalidade | 4.10 | 4.20 | 4.70 | 4.80 | 4.90 | 5.00 | 5.10 | 5.20 | 5.25 | Resultado | Notas |
| ----------------- | ---------------------- | ------------- | ---- | ---- | ---- | ---- | ---- | ---- | ---- | ---- | ---- | --------- | ----- |
| Medalha de ouro   | Mohamed Amine Romdhana | Tunísia       | –    | –    | –    | x–   | o    | o    | o    | o    | xxx  | 5.20      |       |
| Medalha de prata  | Valco van Wyk          | África do Sul | –    | –    | –    | xo   | o    | o    | o    | xxx  |      | 5.10      |       |
| Medalha de bronze | Mejdi Chehata          | Tunísia       | –    | –    | o    | x–   | xo   | xo   | xxo  | xxx  |      | 5.10      |       |
| 4                 | Ekhardt van der Watt   | África do Sul | –    | –    | o    | o    | o    | xxx  |      |      |      | 4.90      |       |
| 5                 | Samson Basha           | Etiópia       | xo   | xxx  |      |      |      |      |      |      |      | 4.10      |       |
| 6                 | Hichem Cherabi         | Argélia       | –    | –    | x–   | xx   |      |      |      |      |      | NM        |       |

Legenda
| Recorde mundial       | Recorde mundial (World record)               |                       | Recorde africano                      | Recorde africano (African) |                                           | Q | Classificado por posição (Qualified) |
| Recorde do campeonato | Recorde do campeonato (Championship record)  | Recorde da América    | Recorde da América (Americas)         | q                          | Classificado por melhor tempo (Qualified) |   |                                      |
| Melhor marca do ano   | Melhor marca do ano (World leading)          | Recorde asiático      | Recorde asiático (Asian)              | DNS                        | Não largou (Did not start)                |   |                                      |
| Recorde nacional      | Recorde nacional (National record)           | Recorde europeu       | Recorde europeu (European)            | DNF                        | Não terminou (Did not finish)             |   |                                      |
| Recorde pessoal       | Recorde pessoal do atleta (Personal best)    | Recorde da Oceania    | Recorde da Oceania (Oceania)          | DSQ / DQ                   | Desclassificado (Disqualified)            |   |                                      |
| Recorde da temporada  | Recorde da temporada do atleta (Season best) | Recorde sul-americano | Recorde sul-americano (South America) | NM                         | Sem marca (No mark)                       |   |                                      |